# Британска западна Индија на Олимпијским играма 1960.
Спортисти из Британско западноиндијске федерације су се такмичили на Летњим олимпијским играма 1960. одржаним у Риму, Италија. Ово си једине олимпијске игре на којима се такмичили представници ове кратко постојеће федерације држава. У саставу Федерације су се такмичили представници Јамајке, Тринидада и Тобага које су одмах на следећим играма се такмичили као независне државе и Барбадоса чији су се спортисти као представници Барбадоса први пут појавили на олимпијади одржаној 1968. године.

## Медаље
| Освојене медаље Британске западне Индије на ОИ |       |        |        |        |  |   |   |   |   |  |
| Спортска дисциплина                            | Злато | Сребро | Бронза | Укупно |  |   |   |   |   |  |
| Атлетика                                       | 0     | 0      | 2      | 2      |  |   |   |   |   |  |
| Укупно                                         |       |        |        |        |  | 0 | 0 | 2 | 2 |  |